# 楊銓 (嘉靖癸未進士)
楊銓（1490年—？年），字秉衡，武功右衛官籍直隶邳州人。

## 生平
治《詩經》，順天府鄉試第七十八名舉人，年三十四歲中式嘉靖二年（1523年）癸未科會試第二百六十六名，第三甲第一百二十八名進士。十一年至十三年曾任山东泗水县知县，升真定府同知，累遷南京户部郎中，出为巩昌府知府，二十三年正月考察天下官员，以贪被革职为民。

## 家族
曾祖杨荣，正千户。祖父杨瑛，正千户。父杨懋，正千户。前母王氏，母王氏，封宜人。具庆下。兄杨锦、弟杨钧。